# Мегара (Картаген)
Вижте пояснителната страница за други значения на Мегара.
Мегара е предградие на Картаген просъществувало като селище от пуническо до римско време, включително.
Било разположено северно от Бирса, като по всяка вероятност е съществувало още преди легендарното основаване на Картаген. 